# Круиз (группа)
«Круи́з» — советская и российская хард-рок-группа. Стиль и состав группы существенно менялся с годами: от классического рока в начале 1980-х годов группа перешла к направлению "хеви-метал". В 1990-е годы, после распада «металлического» состава во главе с Валерием Гаиной, группу воссоздал Григорий Безуглый, при котором она вернулась к изначальному звучанию.

## История

### Начальный период
Коллектив был создан в 1980 году по инициативе бывших музыкантов ВИА «Магистраль», которую собрал и сгенерировал Всеволод Королюк со своими земляками В. Гаиной и А. Кирницким, и которые потом перешли на работу в ВИА «Молодые голоса». Эту идею поддержал и директор Тамбовской филармонии Гуков и зам. Эдуард Смольный, а затем и художественный руководитель ансамбля Матвей Аничкин (впоследствии — соучредитель «СПМ Рекорд» Юрия Чернавского ). Репертуар группы в корне поменялся, и стал серьёзно отличаться от того, что играли «Молодые голоса». В состав группы вошли вокалист Александр Монин, гитарист Валерий Гаина, клавишник Сергей Сарычев, бас-гитарист Александр Кирницкий, барабанщик Сева Королюк. Трое участников, Королюк, Кирницкий, Гаина -  из Молдавии , позже ,на гастролях в Сургуте,  был найден вокалист А. Монин. С. Сарычев родом из города Волжский Волгоградской области.
Созданная группа в Тамбовской областной филармонии ещё в 1980 году записала 15 композиций, условно разделённых участниками на два альбома. В 1981 году вышел «Крутится волчок», композиторами на котором были Матвей Аничкин и Валерий Гаина. Основным автором текстов был Валерий Сауткин. Главные хиты альбома: «Волчок» / «Крутится волчок» (С. Сарычев — В. Сауткин), «Великий секрет» / «Стремления» (В. Гаина, А. Монин — М. Аничкин), а также композиция «Безумцы» (В. Гаина — В. Сауткин), изданная на «Мелодии» в 1985 году в текстовой доработке И. Шаферана.  Группа окончательно утвердилась в выборе стиля — это были песни в хард-роковых и просто рок-аранжировках.
Магнитофонный альбом начал широко распространяться по стране; по опросам многих газет «Круиз» признали лучшей группой СССР. В 1982 году группа впервые выступила в Москве, после чего получила в столице и стране большую популярность.
В том же 1982 году вышел следующий альбом «Послушай, человек». Страна узнала песни «Музыка Невы» (В. Гаина — В. Сауткин), «Не позволяй душе лениться» (В. Гаина — Н. Заболоцкий), «Сказка» / «Как скучно жить без светлой сказки» (В. Гаина — А. Мухоспев).
В конце года в «Круиз» приходит второй гитарист Григорий Безуглый. Через некоторое время место ушедшего басиста Александра Кирницкого занял Олег Кузьмичёв; вторым барабанщиком группы стал  Николай Чунусов . На клавишных Сергея Сарычева (Сергей Сарычев в январе 1983 года организовал группу "Альфа"), сменил Владимир Капустин.

### «Круиз» Гаины
Летом 1984 года («чёрный год» русского рока) «Круиз» был расформирован решением Министерства культуры СССР (несмотря на поддержку Давида Тухманова и других известных композиторов). Александр Монин, Григорий Безуглый, Олег Кузьмичёв и Николай Чуносов организовали группу «ЭВМ». Это название расшифровывалось музыкантами по-разному, смущало меломанов возможностью бывшего тогда очень модным электропопа, но в 1990 году был признан вариант «Эх, вашу мать!» и, выпустив первую пластинку с эпатажным названием «Здравствуй, дурдом», группа начала использовать как вариант своего названия «Э. В. М.!».
Валерий Гаина вместе со снова вернувшимся в «Круиз» Александром Кирницким пригласили на место барабанщика своего старого товарища Всеволода Королюка и начали репетиции, а потом запись нового, экспериментального альбома. Альбом 1985 года под названием «КиКоГаВВА» (акроним от Кирницкий, Королюк, Гаина, Валерий, Всеволод, Александр) оказался совсем не похож "ранний Круиз». Солистами были все три музыканта (при исполнении собственных песен). Можно выделить ставшую позже, в металлической аранжировке хитом песню «Не падай духом» (В. Гаина — В. Сауткин). Впоследствии, при выходе альбома на компакт-диске, он был дополнен тремя антивоенными песнями Валерия Гаины на стихи Роберта Рождественского, которые спел пробовавшийся в качестве нового солиста Вадим Маликов. Благодаря этим песням, власти позволили группе вернуть прежнее название; в прессе объявили о подготовке «Круизом» концертной программы «Землю спасти» на стихи Роберта Рождественского (программа так и не была подготовлена).
Позже Гаина обращается к стилю хеви-метал, а также отказывается от поисков нового солиста и предпочитает исполнять свои песни сам. В группу приходят барабанщик Сергей Ефимов (экс-«Альфа») и клавишник Сергей Острожков, потом заменённый Владимиром Горбанёвым (экс-«Август»). В мае 1986 года группа выступает на фестивале «Рок-панорама-86» и принимает участие в концерте в поддержку ликвидаторов аварии на Чернобыльской АЭС.
Вскоре ушли Кирницкий и Горбанёв. Вместе с Ефимовым Гаина (сыгравший также на бас-гитаре и электрооргане) записал демо-альбом «Рок навсегда» с одноимённой песней. Туда вошли также песни «Случилось» (В. Гаина — А. Кирницкий), «Последний рассвет» (В. Гаина — О. Чайко), «Иди же с нами» (В. Гаина — Л. Фелипе, перевод Ю. Мориц), «Время» (В. Гаина — О. Чайко) и другие. Демозапись «Рок навсегда» приняла фирма «Мелодия» и согласилась выпустить пластинку. Но из-за экономии средств руководство «Мелодии» использовало только демозапись, не дав музыкантам переписать всё заново. Поэтому ставший музыкантом «Круиза» бас-гитарист Фёдор Васильев, изображённый на обложке и указанный в составе, на самом деле не принимал участия в записи. В пластинку, получившую название «Круиз-1», не вошла песня «Рок навсегда» (В. Гаина — О. Чайко). Пластинка продавалась миллионами копий.
С 1987 года группа работает в составе трио — Валерий Гаина (гитара, вокал), Фёдор Васильев (бас-гитара, клавишные, подпевка) и Сергей Ефимов (ударные). Подавляющее количество концертов группы проходит за рубежом, идут концерты с аншлагами, в Испании, Италии, Норвегии, Швеции, Финляндии и так далее. Концерт в Омске 1987 года записывается телевидением и впоследствии издаётся на DVD под ошибочным названием Live In Omsk 1986. На двойной пластинке фестиваля «Рок-панорама-86» (выпущенной в 1987 году) выходят концертные записи песен Гаины и Сауткина «Мираж» и «Не падай духом» в стиле спид-метал. Группа достигает пика своей популярности. Через год на группу обращает внимание немецкий продюсер Лотар Мейд (по рекомендации продюсера Scorpions Олафа Шрёттера). Он делает предложение выпустить пластинку в ФРГ, и группа записывает в Мюнхене первый англоязычный диск под названием Кruiz, который за 10 месяцев продаж только в Германии разошёлся тиражом в 40 000 копий, а журнал Metal Hammer присвоил альбому 6 звёзд из семи. Группа гастролирует по Европе, а также — по приглашению Аллы Пугачёвой (неоднократно посещавшей концерты «Круиза») — появляется в музыкальной передаче «Лестница Якоба».
В 1989 году музыканты приступили к записи следующей пластинки Culture Shock («Культурный шок») в Германии. Возникли проблемы в отношениях Гаины и Ефимова, который уехал обратно в Советский Союз (хотя впоследствии, уже организовав собственную группу «Волки», выступал на концертах «Круиза», в том числе  в Нью-Йорке). Вместо него был приглашён барабанщик группы Running Wild, однако пластинка так и не была записана, а Гаина и Васильев тоже вернулись в СССР.
В 1990 году Валерий Гаина, практически «законсервировав» «Круиз», создал новый проект «Гейн» (Gain), ориентированный на западную (в первую очередь, американскую) аудиторию. В состав вошли вокалист Владимир Бажин, бас-гитарист Алик Грановский и барабанщик Андрей Шатуновский (Грановский предпочёл остаться в «Мастере» и был вскоре заменён на Александра Кривцова). Тем не менее, и «Круиз», и «Гейн» дают выступления в Москве и Ленинграде в рамках фестивалей «Монстры рока СССР» 1990 года.
В период с ноября по декабрь 1990 года Gain записывают одноимённый альбом в американском городе Нэшвилле под руководством американского саунд-продюсера Престона Салливана, прежде работавшего с такими звёздами как Bon Jovi, Марк Нопфлер, Стиви Уандер, Мэрайя Кэри и другими. На песню «Fair Child» был снят видеоклип, в качестве басиста в нём выступил Фёдор Васильев. Однако издан альбом был лишь в 1995 году на российском подразделении PolyGram. В 2011 году альбом Gain переиздан на лейбле Metalism Records.
Сергей Ефимов после распада «Волков» организовал группу «Удар». И «Волки», и «Удар» занимали первые места в хит-парадах газет «Молодой ленинец» и «МИГ».

### Воссоединение

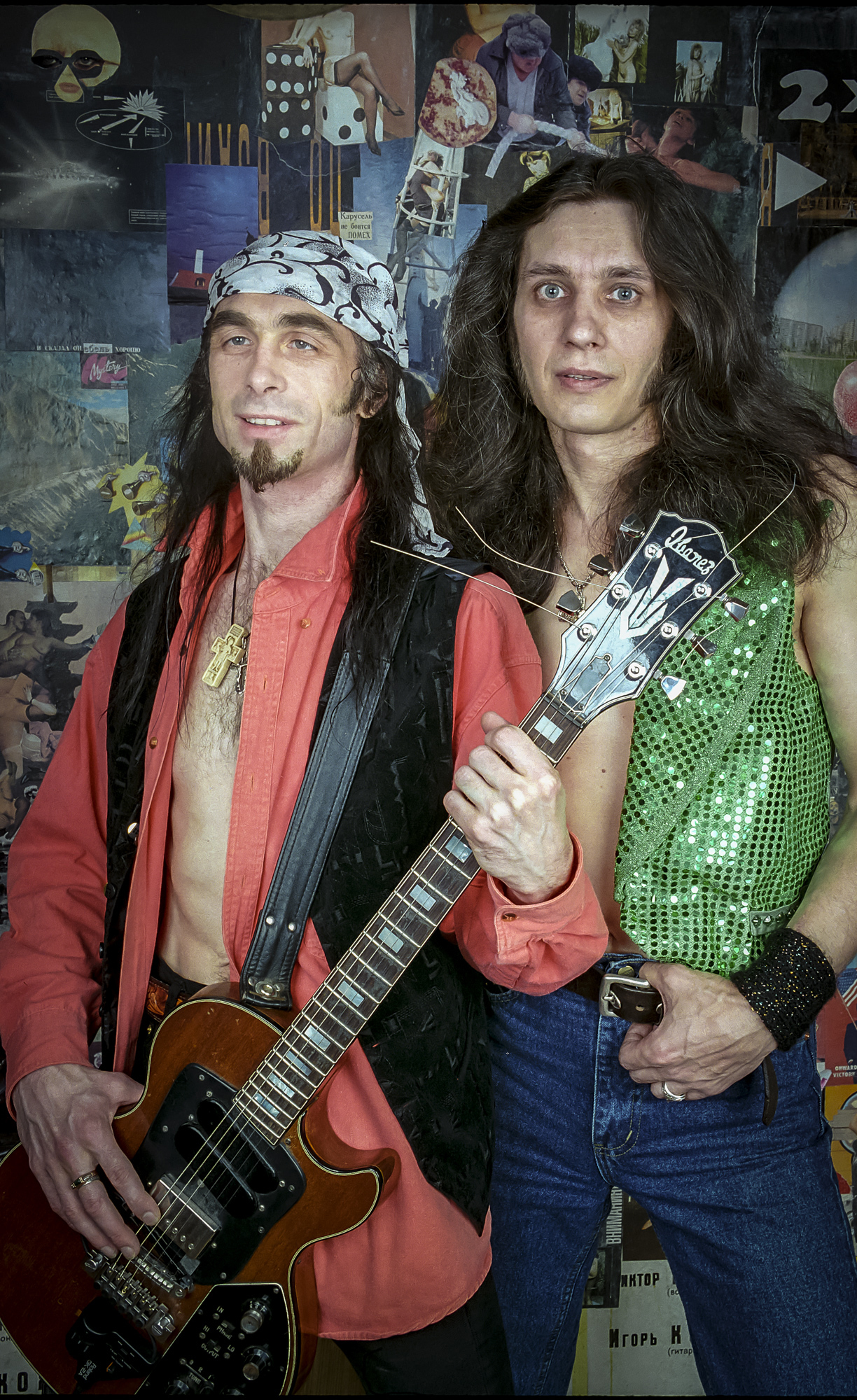
Безуглый и Монин, 1996 год

В 1992 году музыканты «ЭВМ» Монин и Безуглый решают возродить «Круиз» и приглашают ранее игравших в нём Кирницкого и Королюка. Снова даются концерты и исполняются старые хиты («Крутится волчок» и др.).
1996 год ознаменован выходом двойного альбома «Всем встать» с новыми песнями, часть из которых исполнялась ещё в период существования «ЭВМ», а также выходом на компакт-дисках большинства магнитоальбомов «Круиза».
В 2001 году вышел компакт-диск «Ветераны рока», в записи которого участвовали игравшие в «ЭВМ» басист Пётр Макиенко и барабанщик Игорь Костиков (входивший тогда в аккомпанирующий ансамбль Константина Никольского). Запись была сделана также сотрудничавшим с «ЭВМ» звукорежиссёром Александром Кузьмичёвым (Кузьмичёв — не только звукорежиссёр, но и профессиональный бас-гитарист; он тогда тоже играл в аккомпанирующем ансамбле Никольского).

На самом деле это никакой не новый альбом, а записи 1988 года группы «ЭВМ». Все песни с него входили в магнитоальбом «ЭВМ» 1988 года «Серп и молот», и большая часть присутствовала на пластинке «ЭВМ» 1990 года «Здравствуй, дурдом». Кроме того на заднике CD «Ветераны рока» честно указано, что альбом записан на студии Виктора Векштейна, как известно умершего в 1990 году, а в 1988-м являвшимся директором «Арии». Поэтому совсем не факт, что Макиенко и Костиков куда-то возвращались в 2001 году, а в 1988-м они действительно принимали участие в записи этих песен. Кому и для чего понадобилось издавать этот материал под названием «Круиз» — непонятно.
— https://www.mastersland.com/index.php?content=16898
В 2006 выходит альбом «25 и 5», на котором записаны старые песни 1980—1981 годов в новой современной аранжировке. Альбом был приурочен к 25-летию группы «КРУИЗ».
Состав музыкантов, записавших альбом: Александр Монин — вокал; Григорий Безуглый — гитара, вокал; Николай Чунусов — ударные; Сергей Гордиевский — клавишные; Олег Кузьмичев — бас гитара, вокал; Константин Титов — гитара, вокал.
С 2007 по 2010 год группа работала у себя на базе, постоянно выступала, активно гастролировала с концертами по разным городам, принимала участие в различных мероприятиях.
27 августа 2010 года от перитонита (осложнение гнойного аппендицита) и последующей острой сердечной недостаточности умер Александр Монин.
В январе 2011 года было объявлено о возрождении группы «Круиз». Новым вокалистом стал Дмитрий Авраменко, директором группы становится Алексей Фураев. .
В 2012 году в состав группы «Круиз» входят:
- Дмитрий Авраменко — вокал;
- Григорий Безуглый — гитара, бэк-вокал;
- Константин Титов — бас гитара;
- Виталий Валитов — ударные инструменты.

В 2013 году этим составом музыкантов был выпущен новый альбом группы КРУИЗ, получивший название «Соль жизни», в который вошли такие песни как «Отрываюсь», «Соль жизни», «Ленни Рифеншталь», «Кайф», «Южный крест» и «Роман с..», написанная ещё Александром Мониным.

### Возрождение
Зимой 2015 года ребрендинг группы «Круиз» стал возможным и своевременным. Григорий Безуглый, вспомнив о желании Александра Монина сделать ребрендинг старых песен с помощью Дмитрия Четвергова, осознал, что возникла необходимость более утонченного и эксклюзивного взгляда на материал 1980-х, который группа уже переработала в альбоме «25.5» (2006). Григорий обратился к Дмитрию. Дмитрий Четвергов согласился помочь, преобразовал, адаптировал, придал музыке более современное звучание.
После того как работа была завершена, Дмитрий Четвергов вошёл в группу в качестве ещё одного гитариста. В 2015 году группа дала несколько концертов в таком составе: Дмитрий Авраменко — вокал, Григорий Безуглый и Дмитрий Четвергов — гитара, бэк-вокал, Фёдор Васильев — бас-гитара, Михаил Саушев — клавишные, Василий Шаповалов — ударные.
Апогеем стало выступление группы в КПЦ «Дубрава» имени протоиерея Александра Меня в Сергиевом Посаде.
В 2016 году планировалось празднование 35-летия группы «Круиз».

### Трио «Kruiz»

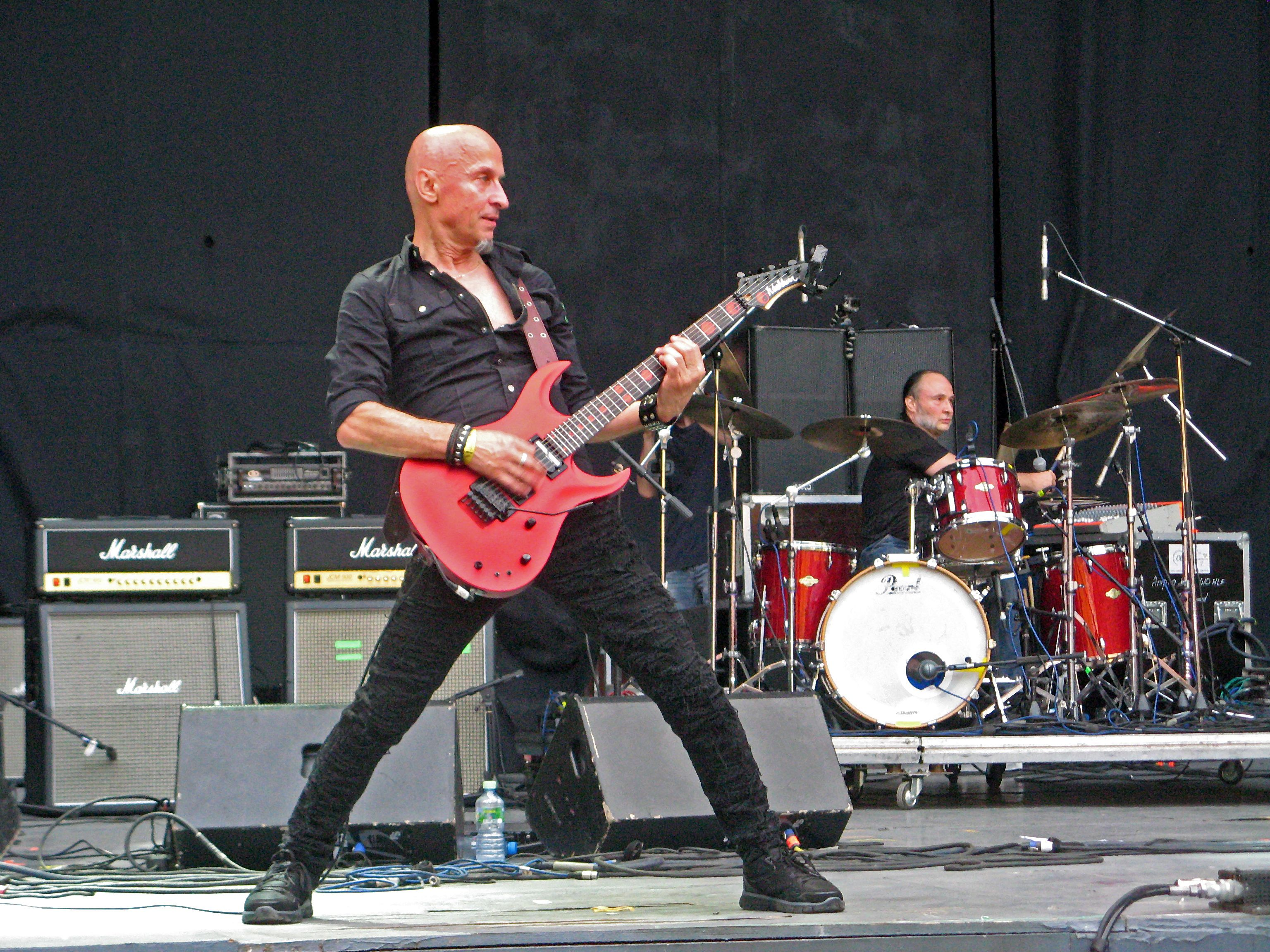
В. Гаина и С. Ефимов на «Ария Фесте», 2016 год

Летом 2016 года на фестивале «AriaFest. Лето», который прошёл 30 июля в Москве в Зелёном театре парка имени Горького, состоялось воссоединение трио «Kruiz» (Валерий Гаина, Фёдор Васильев и Сергей Ефимов). Позже в соцсетях музыканты заявили о намерении сотрудничать и выпустить новый материал. Второй концерт, 23 ноября в «Крокус Сити Холле», был омрачён попыткой участников группы «Круиз» сорвать выступление, а вскоре после этого усилиями министра ЖКХ РФ Михаила Меня, Дмитрия Четвергова и Матвея Аничкина, Регистрационная палата отозвала и ликвидировала название «Trio Kruiz», зарегистрированное Гаиной, Васильевым и Ефремовым ещё в 2011 году.

К сожалению, при всей моей любви к России, она не страна закона — законы, конечно, есть, но они не исполняются, вот в чём беда. Как ни печально это говорить, но всё строится на панибратстве, поэтому я не удивлён случившемуся. Когда есть человек с положением, связями и деньгами, то добиться справедливости в конфликте с ним довольно сложно. Впрочем, в данной ситуации денег было и не нужно — председатель комиссии, принимавшей решение по названию «Трио Круиз», оказался давним другом Михаила Меня.
— Валерий Гаина

## Состав группы
1980—1982
- Александр Монин — вокал
- Валерий Гаина — гитара, вокал
- Александр Кирницкий — бас-гитара
- Сергей Сарычев — клавишные
- Всеволод Королюк — ударные

1983—1984
- Александр Монин — вокал
- Валерий Гаина — гитара, вокал
- Григорий Безуглый — гитара
- Олег Кузьмичёв — бас-гитара
- Владимир Капустин — клавишные
- Николай Чунусов — ударные

1984
- Александр Монин — вокал
- Валерий Гаина — гитара, вокал
- Олег Кузьмичёв — бас-гитара
- Владимир Капустин — клавишные
- Всеволод Королюк — ударные

1985
- Валерий Гаина — гитара, вокал
- Александр Кирницкий — бас-гитара
- Александр Астрашков — клавишные
- Всеволод Королюк — ударные

1985—1986
- Валерий Гаина — вокал, гитара
- Александр Кирницкий — бас-гитара
- Александр Астрашков — клавишные
- Сергей Ефимов — ударные

1986
- Валерий Гаина — вокал, гитара
- Александр Кирницкий — бас-гитара
- Владимир Горбанёв — клавишные
- Сергей Ефимов — ударные

1986
- Валерий Гаина — вокал, гитара, бас-гитара
- Сергей Ефимов — ударные

1987—1990 (трио Kruiz)
- Валерий Гаина — вокал, гитара,
- Фёдор Васильев — бас-гитара
- Сергей Ефимов — ударные

1992—1993
- Александр Монин — вокал
- Григорий Безуглый — гитара
- Александр Кирницкий — бас-гитара
- Всеволод Королюк — ударные

1993—1996
- Александр Монин — вокал
- Григорий Безуглый — гитара
- Александр Кирницкий — бас-гитара
- Николай Чунусов — ударные

1996—2003
- Александр Монин — вокал
- Константин Титов — гитара
- Григорий Безуглый — гитара
- Александр Кирницкий — бас-гитара
- Николай Чунусов — ударные

2003—2010
- Александр Монин — вокал
- Константин Титов — гитара
- Григорий Безуглый — гитара
- Олег Кузьмичёв — бас-гитара
- Сергей Гордевский — клавишные
- Николай Чунусов — ударные

2011—2012
- Дмитрий Авраменко — вокал
- Вадим Маликов — вокал
- Григорий Безуглый — гитара, бэк-вокал
- Сергей Курзанов — бас-гитара
- Виталий Валитов — ударные

2012—2015
- Дмитрий Авраменко — вокал
- Григорий Безуглый — гитара, бэк-вокал
- Константин Титов — бас-гитара
- Виталий Валитов — ударные

2015
- Дмитрий Авраменко — вокал
- Григорий Безуглый — гитара, бэк-вокал
- Дмитрий Четвергов — гитара
- Фёдор Васильев — бас-гитара
- Михаил Саушев — клавишные
- Василий Шаповалов — ударные

2015 (2-й состав)
- Валерий Анохин — вокал
- Олег Кузьмичёв — бас-гитара
- Николай Чунусов — ударные

2015 
- Фёдор Васильев — бас-гитара
- Григорий Безуглый — гитара, бэк-вокал
- Василий Шаповалов — ударные

2016 (трио Kruiz)
- Валерий Гаина — вокал, лидер- и соло гитары
- Фёдор Васильев — бас-гитара, клавишные
- Сергей Ефимов — ударные

|
2016
- Валерий Анохин — вокал
- Валерий Гаина — гитара, бэк-вокал
- Дмитрий Четвергов — гитара, бэк-вокал
- Фёдор Васильев — бас-гитара, бэк-вокал
- Михаил Саушев — клавишные
- Михаил Понкратьев — ударные

2016
- Валерий Анохин — вокал
- Дмитрий Четвергов — гитара, бэк-вокал
- Олег Кузьмичёв — бас-гитара, бэк-вокал
- Михаил Саушев — клавишные
- Николай Чунусов — ударные

2017
- Валерий Анохин — вокал
- Дмитрий Четвергов — соло- и ритм-гитара
- Юрий Левачёв или Олег Кузьмичёв — бас-гитара
- Михаил Саушев — клавишные
- Матвей Аничкин — клавишные, баян, автор (рук. Трио Круиз М. Аничкина)
- Николай Чунусов — ударные (не стало 1 мая 2023 года)

2018—2021 
- Григорий Безуглый — вокал, гитара
- Фёдор Васильев — бас-гитара
- Василий Шаповалов — ударные (умер в 2021)

## Дискография

### Студийные альбомы
- 1981 — «Крутится волчок» (официальное издание — Moroz Records, CD, MC, 1996)
- 1982 — «Послушай, человек» (официальное издание — Moroz Records, CD, MC, 1996)
- 1983 — Ансамбли «Лейся, песня», «Круиз», «Поющие сердца» («Мелодия», FD, Г62-10263/64)
- 1984 — «P.S. Продолжение следует» (официальное издание — Moroz Records, CD, MC, 1996)
- 1985 — «Дискоклуб. Волчок» («Мелодия», EP, С62 21669/70 005)
- 1985 — «КиКоГаВВА» (официальное издание — Moroz Records, CD, MC, 1996)
- 1986 — «Круиз-1»
- 1987 — «Железный рок»
- 1988 — «Kruiz»
- 1989 — «Culture Shock»
- 1996 — «Всем встать»
- 2001 — «Ветераны рока»
- 2023 — «Иду на риск»

### Концертные альбомы
- 1983 — «Путешествие на воздушном шаре» (запись концерта в Риге, официальное издание — Moroz Records, CD, MC, 1996)
- 1996 — «Фестивaль „Робин Гуд '94“ в Лыткapино»
- 1998 — «Живая Коллекция»
- 2016 — «Возрождение легенды. Live»

### Сборники
- 1994 — «Волчок» (издание — Русское снабжение, CD RS94017)
- 1997 — «Легенды русского рока»
- 2006 — «25 и 5»
- 2021 — «Новое Старое»

### DVD-видеография
- 1986 — Live In Omsk
- 1988 — Live In Munich